# Anbe Sivam
Anbe Sivam é um filme de drama indiano lançado em 2003. É estrelado por Kamal Haasan e R. Madhavan nos papéis principais. O filme foi dirigido por Sundar C. e escrito por Kamal Haasan. Anbe Sivam é considerado um clássico do cinema indiano e recebeu aclamação da crítica por sua narrativa envolvente e performances excepcionais.